# Chris Brown (atleta)
Cristopher "Chris" Brown (Eleuthera, 15 de outubro de 1978) é um velocista e campeão olímpico bahamense.
Competidor dos 400 metros, seus maiores sucessos em competições internacionais tem sido no revezamento 4x400 m. Foi integrando o revezamento das Bahamas que ele se tornou campeão mundial em Edmonton 2001 e campeão olímpico em Londres 2012. Além das duas medalhas de ouro, ele tem mais cinco medalhas, três de prata e duas de bronze em campeonatos mundiais e Jogos Olímpicos.
Seus maiores resultados nos 400 m individuais são o ouro no Campeonato Mundial de Atletismo em Pista Coberta em Doha, no Qatar, em 2006, e nos Jogos Pan-Americanos de 2007, no Rio de Janeiro.
Nos Jogos Olímpicos de Londres, Brown conquistou o título nos 4x400 m junto com seus compatriotas Demetrius Pinder, Michael Mathieu e Ramon Miller, com o tempo de 2m56s72, recorde nacional das Bahamas. Foi a segunda vez que o país caribenho conquistou o ouro olímpico num revezamento nas Olimpíadas, depois da vitória da equipe feminina nos 4x100 m em Sydney 2000.
Sua melhor marca nos 400 m é 44s40 conseguida no Estádio Bislett, em Oslo, Noruega, em 2008.